# Contea aborigena di Doomadgee
La contea aborigena di Doomadgee è una Local Government Area che si trova nel Queensland. Si estende su una superficie di 1.863,2 chilometri quadrati e ha una popolazione di 1.289 abitanti. La sede del consiglio si trova a Doomadgee.